# Лори-гуа
Лори-гуа (лат. Neopsittacus) — род попугаеобразных. Включает два вида, являющихся эндемиками Новой Гвинеи.

## Виды
- Лори-гуа Мусшенброка (Neopsittacus musschenbroekii)
- Новогвинейский лори-гуа Хартерта (Neopsittacus pullicauda)